# Alberto Montt Montt
Alberto Montt Montt (Santiago, 1858 - Valparaíso, 1919), fue un abogado y político liberal chileno.

## Primeros años de vida
Fue hijo del ex Presidente de Chile, Manuel Francisco Montt Torres y Rosario Montt Goyenechea. Realizó sus estudios en el Colegio de los Sagrados Corazones y juró como abogado en la Universidad de Chile (1884). 
Contrajo matrimonio con Rosa Montt Pérez, con quien no hubo descendencia.

## Vida pública
Miembro del Partido Liberal. Elegido Diputado por Talca (1888-1891). Participó de la comisión permanente de Constitución, Legislación y Justicia.
Reelegido diputado por Temuco e Imperial (1891-1894). En esta ocasión, formó parte de la comisión permanente de Educación y Beneficencia.
Ministro de Justicia e Instrucción Pública (1920), el primer del gobierno de Arturo Alessandri Palma.